# 유한진 (정치평론가)
유한진(Hanjin Lew, Han Jin Lew, Han-jin Lew)은 대한민국의 정치평론가이자 국제 문제 전문가이다.
그는 Asia Times, JAPAN Forward, The American Conservative 등 여러 해외 언론사에 기고하고 있으며, 대한민국의 대한애국당, 우리공화당과 친박신당에서 국제대변인을 역임했다.
제21대 국회의원 선거에서 친박신당 비례대표 8번 후보로 등록했으나 중도 사퇴하였다.

## 학력
- 경기초등학교 졸업
- 서초중학교 중퇴
- 페디 스쿨 (The Peddie School, 미국 뉴저지)
- 보든 칼리지 (Bowdoin College, 미국 메인주) 동아시아학 (중국) – 학사
- 옥스퍼드 대학교 (University of Oxford, 영국 옥스퍼드) 동아시아학 (일본) – 학사

## 경력
- 대한애국당 국제대변인 (2017)
- 우리공화당 국제대변인 (2019)
- 친박신당 국제대변인 (2020)
- 대한민국 제21대 국회의원 선거에서 친박신당 비례대표 8번 후보 (출마 후 사퇴)

## 기타 활동
2005년부터 정치 및 사회 현안에 대한 토론을 목적으로 결성된 민간 모임 ‘강아모’(‘강하고 아름다운 대한민국을 원하는 사람들의 모임’)의 회장을 맡고 있다. 이 모임은 보수적 시각을 공유하는 구성원들이 외교, 안보, 국가 정체성 등의 분야에서 활발히 의견을 교류하는 곳이다. 강아모는 폐쇄형 회원제를 기반으로 운영되며, 가입 시 정치적 성향 및 가치관에 대한 심사를 포함한 엄격한 절차를 거친다.
또한 기존 회원에 대해서도 매년 자격 심사를 실시하며, 다수결 원칙에 따라 지위고하를 막론하고 기준에 미달할 경우 강제 탈퇴되는 사례도 적지 않다.
특이한 점은, 이 다수결 기준이 단순 과반(50% 이상)이 아니라 75% 이상의 찬성을 요구한다는 것이다.
현재까지 공개된 주요 인물은 박미라와 김정선(Stacy Kim)이며, 캐나다·홍콩·말레이시아에 지부장을 두고 있다. 특히 2025년 8월 초부터는 회원 가족 전체를 말레이시아로 옮겨 이곳을 거점으로 동남아 조직을 확장해 나가고 있다.

## 언론 활동
- Asia Times 등 해외 언론사 기고
- Japan Forward 인터뷰 진행

## 주요 기고 및 인터뷰
- 유한진의 Asia Times 기고 목록
- 《Japan Forward》 인터뷰: "South Korea Should Fight Off Enemy, and It’s Not Japan"
- 《The American Conservative》 기고: "In a Bismarck Moment, South Korea Chooses China Over the West"

## 참고 자료
- 대한민국 제21대 국회의원 선거 친박신당 후보 목록
- 이투데이 기사
- GBtopnews 기사
- 중앙일보 기사
- 동아일보 기사